# Охоронець (фільм, 1979)
«Охоронець» — радянський художній фільм 1979 року, режисера Алі Хамраєва, знятий за його ж сценарієм на кіностудії «Таджикфільм».

## Сюжет
Дія фільму відбувається в Середній Азії під час Громадянської війни. Загін червоноармійців бере в полон Султан-Назара, великого ідеолога руху басмачів. Горець-мисливець Мірзо повинен доставити його в Душанбе; при цьому горця переслідує банда Фоттабека, який хоче забрати у Султан-Назара тамгу — знак верховної влади.

## У ролях
- Олександр Кайдановський — горець Мірзо
- Анатолій Солоніцин — басмач Султан-Назар
- Шавкат Абдусаламов — бандит Фоттабек
- Гульча Ташбаєва — Айбаш
- Анвара Алімова — Зарангіс
- Микола Гринько — червоний командир
- АРаджаб Адашев — Уташ Ахмад-додхо

## Знімальна група
- Сценарист і режисер-постановник — Алі Хамраєв
- Оператори-постановники — Леонід Калашников, Юрій Клименко, В'ячеслав Сьомін
- Композитор — Едуард Артем'єв
- Художник-постановник — Шавкат Абдусаламов